# 진보당 (1956년 대한민국)

대한민국의 시계열적 정당 지도

진보당(進步黨)은 1956년에 죽산 조봉암을 중심으로 창당된 진보주의 정당이다. 이후 이른바 '진보당 사건'과 연루되어 1958년 2월 25일에 소멸될 때까지 약 15개월간 존속하였다. 해산 이후 대부분의 인사들이 민주당으로 흡수되었다.

## 역사

### 사사오입 개헌과 신당추진운동 (1954년-1955년)
1954년 11월 29일, 이른바 '사사오입 개헌'을 계기로 임정의 요인이던 김성숙·최익환 및 천도교 지도자인 신숙 등의 재야 원로들과 이미 민주국민당과 무소속 동지회, 그리고 순수 무소속 출신의 야당의원 60여 명이 주도하여 만든 '호헌동지회'를 중심으로 반 자유당세력을 결합시키려는 신당운동이 전개되었다. 그러나 조봉암의 참여에 대해 보수 우익성향의 자유민주계가 반발하여 1955년 9월 18일, 민주당을 창당하게 된다. 이에 조봉암을 중심으로 보수 우익의 진보파 기피에 반대하여 이탈한 서상일 계(한국민주당 출신)와 김성숙, 장건상, 정화암, 이동화 등 혁신계열 원로들이 대거 참여한 범 혁신계는 독자적 정당운동을 전개하게 되었다.
혁신 계열은 1955년 12월 22일, '진보당 창당추진위원회'를 결성하여 조봉암·서상일·김두한·김성숙·박기출·이동화·신숙·박용의·장지필·김인태 등 12명을 창당추진위원회 지도부로 선출하는 한편, 강령초안을 공표했다. 강령 초안은 '우리는 공산독재는 물론 자본가와 부패분자의 독재도 배격하고 민주주의 체제를 확립하여 책임있는 혁신정치를 실시, 생산분배의 합리적 통제로 민족자본을 육성, 민주우방과 제휴하여 민주세력이 결정적 승리를 얻을 수 있는 조국통일의 실현, 교육체제의 혁신에 의한 국가보장제 수립을 지향한다'의 내용을 담고 있어, 1950년대의 현실을 미군정기 이후의 보수세력으로 인한 난국으로 진단하고, 이 난국을 타개하기 위해 다수대중의 각성과 대중 본위의 경제정책을 펴겠다는 혁신 세력의 의지를 잘 드러내고 있다.

### 제3대 정·부통령 선거 (1956년)
창당 과정에서 맞은 1956년 5월 15일의 제3대 정·부통령 선거를 앞두고는 그 해 3월 31일에 전국추진대표회의를 열어 정·부통령 후보자의 지명을 하는 한편, 정강·정책을 채택하고 창당추진위원회를 구성했다. 그러나 서상일 계열은 표결 없이 서상일을 대통령후보로 추대할 것을 주장하였으나, 조봉암 계열은 이를 거부하고 표결을 통한 지명전을 주장하여 앞으로 양 계파간의 주도권 다툼이 지속될 것임을 예고하였다. 결국 조봉암 계열의 주장이 받아들여져 선거를 통해 대통령 후보에 조봉암이, 부통령 후보에 서상일이 지명되게 되지만, 서상일의 사양으로 박기출이 대신 부통령 후보에 선임·지명되게 된다.
한편, 정·부통령선거전 과정에서 이승만의 3선을 막기 위한 범야권의 후보단일화가 필요하다는 주장이 제기되었다. 이에 수차례의 막후협상을 통해 민주당이 진보당의 기본 정책 일부(1. 책임 정치의 수립 2. 수탈 없는 경제체제의 확립 3. 평화통일)를 받아들여 대선공약으로 공표할 것을 전제로 진보당의 정·부통령 후보자가 모두 사퇴한다는 합의에 도달하였다.
본래 5월 6일, 민주당의 신익희와 진보당의 조봉암이 전주에서 만나 회담을 열고 최종 합의하여 공표하기로 하였으나, 회담 전일인 5월 5일에 신익희가 급서하게 되어 무위로 돌아가게 된다. 신익희의 급서로 조봉암은 야권의 실질적인 대통령 단일후보가 되었다.
당시 정국 상황은 이승만에게 불리했다. 부정을 통해 정부 관리들과 유착한 일부 상인과 브로커들은 특별융자·특혜환율에 의한 미화불하·특혜배급 등은 물론 외국으로부터 들어온 외자 및 원조물자 역시 특혜를 받아 독점적으로 공급받고 있었다. 이들 중 일부는 신흥재벌로 성장하여 상품시장을 독점하였다. 이러한 상황은 그렇잖아도 전쟁 중 지불한 전쟁대금과 UN군 대여금으로 인해 겪고 있던 만성 인플레이션을 강화하여 도시 대중의 삶을 피폐하게 하고 있었다. 당시 국민의 70~80%를 차지했던 농민들의 상황도 좋지 않았다. 1950년부터 시행된 토지개혁은 분배 조건이 지나치게 까다로웠으며, 그마저도 실시 도중 한국 전쟁으로 인해 흐지부지되었다. 설령 토지를 불하받은 농민이라 하더라도 원조물자로 인한 곡물값 폭락으로 쌀 가격이 생산비를 턱없이 밑도는 상황에서, 영세농의 생활을 면할 수 없었다. 신익희가 죽기 직전인 5월 3일, 그가 한강 백사장에서 연 연설회에 30만 인파가 모인 일은 이승만에 대한 국민의 분노가 어느 정도였는지를 보여주는 단적인 사례였다. 또한 조봉암이 초대 농림부장관을 지낸 이력은 어려운 생활을 이어가던 농민들에게 호의적으로 받아들여지고 있었다.
상황이 이렇자 이승만을 위시한 독재 세력은 관권을 총동원하여 진보당의 선거운동을 탄압하기 시작했다. 충남, 강원 등지에서 선거운동원들이 정치깡패들에 의해 테러를 당하거나 유인물을 빼앗겼다. 경남에서는 선거운동원이 경찰서장실로 연행되어 경고를 받고 쫓겨나는 상황도 발생하였다.
이와 같은 탄압 국면에서 창당준비위원회란 임시 조직으로 근근히 선거운동을 이끌어가던 진보당은 더 이상 공개적인 선거운동을 할 수 없었다. 이에 진보당은 민주당과의 공조를 유지하기 위해 부통령 후보인 박기출을 사퇴시키고, 민주당의 장면 후보에 대한 지지선언을 한다. 그러나 민주당은 돌연 특별성명을 통해 '정권교체를 단념하고 부통령 선거에만 전력을 기울이겠다'며 진보당에 대한 지지를 거부한다.
한편 독재 세력의 야당 선거진영에 대한 탄압도 강화되었다. 조봉암 일행이 광주에 도착했을 때 경찰이 차량을 막고 통과시키지 않았던 것은 물론, 신익희의 운구가 서울역에 도착하여 효자동 자택까지 이르는데, 운집한 군중들이 민주당의 구호였던 "못살겠다 갈아보자! 독재정권 타도하자!"라고 외치며 유해를 경무대 쪽으로 이고 가려 하자 경찰이 무차별적으로 발포하여 10여 명의 사상자를 내고, 700여 명을 구속하는 사태도 벌어졌다. 정권교체를 열망하던 국민이, 조봉암에게 몰표를 던져 정말로 정권이 교체될지도 모른다는 불안감이 이승만과 막료들에게 심정적으로 파고들고 있었던 것이다. 하여 조봉암에 대한 탄압이 가중되고, 여차하면 언제 암살을 감행할 지도 모르는 긴박한 상황이 되었다. 이로 인해 조봉암은 선거운동을 중지하고 서울에서 잠적하게 된다.
이승만을 당선시키기 위한 자유당과 관권의 만행은 투표 당일에도 이어졌다. 정부 관리들의 방해로 진보당은 대부분의 투표소에 참관인을 들여보내지 못하였으며, 이승만과 조봉암의 표가 뒤바뀌는 일도 심심치 않게 일어났다. 자유당과 관권 뿐만 아니었다. 일부 지역에서 민주당과 자유당 사이에 '부통령 투·개표는 공정하게 할테니 대통령의 투·개표 때는 부정이 있어도 민주당이 눈감아 달라'는 모의가 이뤄지기도 했다. 이러한 상황 속에서도 조봉암은 216만 3,808표(23.86%)를 획득하여 504만 6,437표(55.66%)를 획득한 이승만에 이어 2등을 차지했다. 이는 거의 공공연하게 이뤄진 엄청난 규모의 부정선거로 인해 이승만의 득표율이 80%를 넘을 것이란 세간의 예상과 크게 다른 수치였다. 이승만이 1952년의 대선에서 얻은 74%보다 무려 20%나 낮은 수치로서, 신익희에게 던져진 무효표와 기권표까지 합치면 다수의 유권자가 이승만을 거부한 것으로 나타났다. 한편 조봉암은 전국 25개 선거구에서 이승만을 앞서고, 특히 대구에서는 이승만에 비해 3배에 가까운 득표를 하였다. 그러나 반대로 강원도 평창·정선·홍천 등지에서는 이승만의 4만여 표에 비해 조봉암은 180표 선에 그쳤는데, 후일 당시의 내무장관이었던 최인규는 자신의 자서전에서 "강원도에서 나온 이승만의 90% 지지는 엄청난 조작"이었다고 밝힌 바 있다.
결국 이 선거로 인해 조봉암은 일약 거물 정치인의 반열에 오르는 한편, 보수 정당인 자유당과 민주당을 적으로 두게 되었다.

### 민주혁신세력의 분열과 진보당의 창당 (1956년-1957년)
대선에서 패배한 야권은 곧이어 1956년 8월 13일로 예정된 시도의회 의원 선거와 1958년의 제4대 민의원 선거를 앞두고 있었지만, 어떠한 통합이나 연대 논의도 없었다. 이승만이 3선 집권에 성공하여 더욱 공고한 자신만의 체제를 구축한 상황에서 분열된 야권이 지방선거를 치른다는 것은 거의 불가능한 상황이었다.
이같은 상황에서 혁신계 일각으로부터 민주사회주의적 정당을 건설해야 한다는 주장이 폭넓게 제기되었다. 조봉암도 이에 동조하여 좌우를 막론하고 뜻을 함께하는 인사들을 모아 혁신정당을 창당하고자 많은 사람들을 만났다. 심지어 6월 초에는 이승만의 최측근이라 할 수 있는 이범석과 장택상을 만나기도 했다. 당시 이 두 사람은 자유당의 공천 과정에서 부통령 후보를 이기붕에게 빼앗겨 이승만과 반목하고 있던 처지였다.
그러나 혁신정당의 창당작업은 오히려 혁신계 내부에서 발생한 갈등으로 어려워지고 있었다. 해방 이후 줄곧 조봉암과 같은 노선을 걸어온 장건상은 조봉암이 남한 단독선거에 참여한 분열주의자라는 이유를 들어 새 혁신정당에 조봉암이 참여해서는 안 된다는 주장을 폈다. 아나키스트였던 정화암 역시 통합혁신정당 대신에 독자적으로 민주사회당의 창당을 하겠다고 나섰다.
이러한 파열음에도 불구하고 창당과정에 이범석의 조선민족청년단 계열이 참여의사를 밝히고, 보수적 개신교계의 대표적 인물인 신흥우 역시 참여하겠다는 의사를 타진하는 등 새로운 정당을 만들려는 움직임은 끊이지 않았다. 이에 서상일·장건상·이명룡·박용희 등 원로 혁신계 인사들이 혁신계열의 대동단결을 촉구하는 성명을 발표하였다.
당시 혁신계 원로들은 대부분 서상일을 새 혁신정당의 당수로 옹립하고 당명도 민주혁신당으로 바꿔야 한다고 주장하였다. 그러나 혁신계 내 소장파는 이미 지난 대선에서도 드러났듯, 대중의 폭넓은 지지를 확보하고 있는 조봉암을 당수로 선출하여 진보당을 대중정당으로 키워나가야 한다고 맞섰다.
이에 내부의 반목을 완화하기 위해 1956년 6월 초, 진보혁신세력의 단합회의가 열렸다. 이 자리에는 진보당의 서상일과 기미독립선언서의 작성 과정에 참여했던 33인의 한 사람인 이명룡, 유도회장이었던 김창숙, 전기독교연합회장 박용희, 전 근로인민당 부위원장을 지낸 장건상이 참석하였다. 이들은 이 회의에서 진보세력의 단결을 촉구하는 성명을 내는 한편, 갈라진 정화암·조헌식·김성숙의 세 계파와 무소속 국회의원들을 진보당에 합류시키는 것을 골자로 하는 1차 목표를 세웠다. 이 회의에서도 조봉암의 거취 문제를 두고 논란이 일었는데, 조봉암은 스스로 "(자신의) 공산당 경력 때문에 모략 대상이 될 수 있다는 점"을 인정하고 당의 지도부가 아닌 2선에서 활동하겠다고 선언했다.
그러나 혁신대동운동은 시간이 지날수록 아무런 결과도 낳지 못한 채 끝없는 탁상공론만 이어지고 있었다. 이에 조봉암은 더 이상 창당 작업을 미룰 수 없다고 판단, '진보당 창당준비위원회'를 다시 가동하여 7월 중순에 지방선거 대책위원회를 구성했다. 하지만 여전히 당내 조봉암계·서상일계·장건상계의 계파싸움은 잦아들 기미를 보이지 않았다. 여기에 엎친 데 덮친 격으로 자금난과 정부의 탄압이 가중되면서 진보당은 지방의원 선거대책은 고사하고 후보자 공천도 제대로 하지 못한 채 선거를 포기하게 된다.
결국 이 일은 그동안 진보혁신진영의 내부에 눌려있던 불만과 갈등을 한 순간에 폭발시키는 계기가 되었다. 특히 지난 대선 과정에서 후보자 지명을 두고 조봉암계와 날을 세웠던 서상일계 간의 반목이 심각하였다. 이런 상황에서 '혁신대동추진위원회'가 결성되어 진보혁신세력의 대동추진운동이 다시 전개되었지만, 서상일 측이 '진보당 추진위원회'의 백지화와 조봉암의 후퇴를 요구하는 한편, 진보당이란 당명을 새 혁신정당에 사용하지 않을 것을 요구하여 논란을 일으켰다. 결국 서상일은 조봉암을 가리켜 "대통령병에 걸린 환자"라 일갈하며 결별을 선언하였고, 이동화·최익환·김성숙·고정훈 등 22명의 진보당 창당추진위 중앙상무위원도 이에 동조하여 진보당으로부터 제명되기에 이른다. 상황이 이렇게 되자 진보당은 10월 20일에 열린 '진보당 창당추진 상무위원회'에서 창당을 앞당기기로 결의하게 된다.
우여곡절 끝에 1956년 11월 10일, 서울 시립극장에서 전국 대의원 900명 중 853명이 참석한 가운데 진보당의 창당대회가 열렸다. 1955년 12월 22일에 진보당 창당추진위원회를 결성한 지 1년여 만이었다. 이 날 창당대회에서는 저항시인 박지수의 시인 '묵념'이 낭독되는 한편 이기붕 당시 민의원 의장과 민주당의 축사가 이어졌다. 또한 진보당 차원의 '이승만 대통령에게 보내는 메시지', '유엔총회에 보내는 메시지' 가 각각 채택되었으며, 국제정세보고, 국내정세보고, 의결사항, 선언문· 강령·정책· 당헌, '북한당국의 평화공세에 대한 진보당의 선언문' 이 채택되었다.
그러나 국민과 언론의 관심 속에 열린 창당대회는 이승만 독재세력의 방해로 진행이 쉽지 않았다. 정복과 사복을 착용한 경찰 수백 명이 대회장을 포위하고, 입장하는 대의원들을 낱낱이 검문하는 한편 창당대회를 구경하기 위해 시립극장 주변에 모여든 시민들을 강제로 해산시키기도 하였다. 뿐만 아니라, 사복 경찰 수십명이 대회장에 난입하여 단상에 뛰어올라 당직자들과 몸싸움을 벌이는 한편, 도주하면서는 달걀을 던져 당직자들이 계란 세례를 받는 만행을 저지르기도 하였다.
진보당은 간신히 중앙당의 결성에는 성공했지만 시·도지부 결성대회와 지구당 창당대회는 쉽지 않았다. 각지에서 지구당을 결성하려던 수 명의 당원들이 괴청년들과 관권의 폭력으로 부상을 당하는 사건이 잇따랐다. 진보당이 대한민국의 주권을 모든 정책의 전제로 하였음에도 자유당과 민주당 역시 진보당을 좌경집단으로 몰아 경계하였다. 조봉암과 결별을 선언하고 진보당 창당대열을 빠져나간 서상일 계열도 민주혁신당 창당준비위원회를 발족시키면서 진보당을 위험정당으로 몰아붙였다.
이렇듯 어려운 상황에서도 진보당은 보수정당에 대한 비판과 평화통일론을 앞세우는 차별전략을 통해 지지기반을 점차 확대해나갔다. 1957년 8월에는 서상일과 함께 민주혁신당 창당준비위원회에 합류하였던 장건상과 김성숙 등 혁신계 원로 8명이 진보당에 합류함으로써 진보당은 제3세력의 대표자리를 확고히 굳혀갔다.

### 조봉암 사건과 해산, 그리고 조봉암의 사망 (1958년-1959년)
진보당은 1958년 5월에 실시되는 제4대 민의원 선거를 앞두고 진보당은 우선 독자적인 교섭단체를 구성할 수 있는 의석수인 20석 확보를 목표로 선거준비를 해나갔다. 그러나 검찰은 조봉암과 당의 간부들을 모두 검거하는 한편, 중앙당 사무실을 수색하고 당원명부 등 각종 서류를 압수하는 등 진보당에 대한 전면적인 수사에 돌입한다. 이를 가리켜 진보당 사건이라 한다. 2월 16일에 검찰은 조봉암을 간첩죄, 국가보안법 위반 및 무기불법소지 혐의로, 간사장이었던 윤길중을 국가보안법 위반 및 간첩방조 혐의로, 그 외 간부들은 국가보안법 위반 혐의로 기소한다. 검찰은 기소장에서 조봉암이 남파간첩 및 재외 북한 관련 단체와 접선한 사실이 있으며, 진보당의 평화통일론이 대한민국의 존립을 부인하는 것이며 진보당의 정강정책이 북한 노동당의 정책과 상통하는 내용으로 대한민국의 헌법을 위반한 불법단체라 명시했다. 기소 직후인 2월 20일에는 육군특무부대가 남파간첩사건인 이른바 양이섭 사건을 발표하며 양이섭과 조봉암과의 연관성을 밝혔다. 이어 2월 25일, 공보실장 오재경은 진보당의 평화통일론 및 북한 간첩과의 접선을 이유로 "진보당이 당원을 국회에 진출시켜 대한민국을 파괴하려 기도했다"며 재판도 열리기 전에 진보당의 등록을 취소했다. 진보당은 이에 반발해 서울고등법원에 진보당 등록취소의 행정처분취소신청을 내기도 하였으나, 대법원의 최종 판결에서 기각되었다. 이로써 진보당은 창당 4개월만에 역사 속으로 사라지게 된다. 이후 남은 진보당원은 대부분 민주당에 흡수되었다.
이후 재판부는 7월 2일의 제1심에서 조봉암에게 징역 5년을, 진보당 간부들에게 무죄를 선고하였으나 반공청년단을 자처하는 청년들이 법원청사에 난입하여 난동을 벌이는, 대한민국 사법사상 최초의 재판파동을 일으켰다. 9월 4일부터 10월 25일까지 열린 제2심에서는 양이섭이 자신의 진술을 번복해 자신과 조봉암의 간첩혐의는 조봉암을 제거하기 위한 육군특무부대의 협박과 회유에 의한 허위자백이었다고 진술하였으나, 재판부는 이를 무시하고 번복진술에 대한 증거조사도 채택하지 않았다. 마침내 1959년 2월 7일의 최종판결에서 대법원은 조봉암에 대한 기소 사유인 간첩, 국가보안법 위반, 무기불법소지 등을 인정하여 사형을 언도한다고 하면서도 판결문을 통해 조봉암에 대한 기소 사유의 배경이 된 진보당의 강령이나 정강정책 및 평화통일론이 법에 저촉되지 않는다고 밝혀 그 판결에 대한 세간의 의구심을 자아냈다.
이후 가족들과 변호인단이 재심을 청구했으나 기각되었고 결국 조봉암은 7월 16일에 남긴 옥중성명을 마지막으로 1959년 7월 31일, 교수대에서 숨을 거두었다. 이후, 2007년 9월 18일 진실·화해를 위한 과거사 정리위원회에 의해 진보당 사건은 이승만이 자신의 강력한 정적이었던 조봉암을 제거하기 위해 날조한 사건으로 밝혀졌다. 그리고 진보당 사건후 52년 만에 2010년 1월 20일에 대법원은 진실·화해를 위한 과거사 정리위원회의 권고와 유족의 재심요청으로 청구된 재심에서 조봉암에게 내린 유죄 판결을 파기하는 것으로 무죄를 판결했다.

## 이념 및 노선
진보당의 노선에 대한 논의는 진보당 창당의 배경이 된 1955년 9월 1일의 '광릉 회합'에서부터 시작되었다. 광릉회합에서 정화암은 민주사회주의를 정치이념으로 할 것을 주장했고, 서상일이 그에 찬성했다. 장건상은 사회민주주의를 정견으로 내놓았다. 그러나 조봉암은 현 단계에서 정치사상을 가지고 의견의 일치를 기할 수는 없으니 당을 먼저 만들어 놓은 후 정치노선을 결정하자고 주장했다. 이와 관련해 조봉암은 자신이 농림부장관으로 있을 때의 일을 사례로 들며 "사회주의 정치노선에 입각하여 일을 해보려고 각 방면으로 노력을 해보았으나 우리나라의 현실에서는 불가능하다는 것을 알았다"며 "현 단계에서는 이념을 가진 제3당을 꿈꾸지 말고 제3당을 만들어 활동하는 것이 훨씬 낫다"라고 말하기도 했다.
그러나 이는 어디까지나 현실 대응의 방편이었을 뿐, 민주사회주의나 사회민주주의 이념 자체를 저버렸다는 뜻은 아니라고 평가된다. 실제로 진보당 창당대회에서 발표된 개회사 및 창당취지문, 선언문, 강령 등에서 민주사회주의와 사회민주주의에 대한 고민의 흔적이 발견되기 때문이다.
개회사에서 조봉암은 "우리들 지식인은 당연히 이 두 가지, 즉 자본주의와 공산주의를 다 같이 거부하고 청산을 하는 동시에 인류의 새 이상, 즉 원자력시대에 적응할 인류의 새 이상을 옳게 파악하고 실현해 내지 않으면 안 됩니다."고 말해 진보당이 기존의 이념들을 채택하지 않고 전혀 새로운 이념을 내세울 것임을 분명히 하고 있다. 이어진 개회사에서 조봉암은 1. 구체적으로 민주적이고 평화적인 남북의 통일, 2. 인민민주주의에 입각한 정치 실현, 3. 계획 경제체제를 통한 민족자본의 육성 및 4. 사회보장제도의 실시를 통한 모든 인민의 삶의 질 향상을 내세우는 한편, 교육제도에 관해서도 5. 점차적으로 교육의 국가보장 제도를 실시해야 한다고 밝히고 있다.
강령에서도 1. 공산독재와 자본가, 부패분자의 독재를 배격하고 책임있는 혁신 정치를 실현할 것과 2. 생산·분배의 합리적 통제로 민족자본을 육성할 것, 3. 민주 우방과 제휴를 토대로 평화통일을 실현할 것, 4. 교육의 국가보장제를 수립할 것 등을 내걸어 진보당이 공산주의도 그렇다고 자본주의도 아닌 전혀 새로운 이념을 추구할 것임을 분명히 하고 있다.

## 조직
1956년 11월 10일의 창당대회에서 위원장에 조봉암, 부위원장에 박기출·김달호가 선출되었다. 중앙당 집행부서는 간사장에 윤길중이 내정되었으며, 당무 각 부서의 간사로는 당무 최희규, 재정 박준길, 조직 이명하, 노동 임기봉, 농민 임갑수, 사회 윤복덕, 선전 조규희, 교양 김병휘가 내정되었다.
이 밖에 의결기구로 36명의 중앙상무위원을 두는 한편, 장지필을 위원장으로 하는 11인 총무위원회와 김위제를 위원장으로 하는 14인 통제위원회를 두었으며, 진보당이 당의 간판정책으로 내건 평화통일론을 구체화하기 위해 통일연구위원회를 별도로 설치, 김기철을 위원장에 선임하였다.
조봉암이 중심이 된 진보당은 창당과정에서 불거진 혁신계 내부의 여러 갈등으로 인해 혁신세력 내 여러 정파의 포용에 실패하였으나, 학생연맹·서북청년회 등 광복 직후 결성된 우파 전위단체 출신과 군인·경찰 경력자들을 포함해 상당히 다양한 인적구성을 보여주었다. 특히, 조직부는 당 대표인 조봉암의 공산당 경력을 의식하여 남조선노동당 계열의 사람들이 가입하는 것을 억제하기도 하였다.

## 같이 보기
- 박기출
- 조봉암
- 호헌동지회
- 서상일
- 이승만
- 장건상
- 진보당 사건
- 대한민국의 진보정당
- 진실·화해를 위한 과거사 정리위원회, 사건번호 바-4107, 진보당 조봉암 사건

## 참고 자료
- 한국학중앙연구원, '한국민족문화대백과' 중 해당 부분, [깨진 링크(과거 내용 찾기)] (네이트 제공)
- 한국브리태니커, '브리태니커 백과사전' 중 해당 부분,
- 두산, '두산세계대백과사전' 중 해당 부분, [깨진 링크(과거 내용 찾기)]
- 김삼웅, '죽산 조봉암 평전'과 '후광 김대중 평전',  보관됨 2010-01-30 - 웨이백 머신
- 이기백, '한국사신론'
- KBS 역사스페셜 -반세기만의 무죄판결 - 조봉암 죽음의 진실!-